# Maidenhead
Maidenhead är en stad i grevskapet Berkshire i södra England. Staden är huvudort i enhetskommunen Windsor and Maidenhead och ligger cirka 41 kilometer väster om centrala London samt cirka 19 kilometer nordost om Reading. Tätorten (built-up area) hade 67 374 invånare vid folkräkningen år 2021. Maidenhead nämndes i Domedagsboken (Domesday Book) år 1086, och kallades då Elentone.